# Frankia
Frankia es un género de bacterias filamentosas fijadoras de nitrógeno que viven en simbiosis con plantas actinoricicas, de forma similar a Rhizobia. Estas bacterias forman nódulos radiculares en forma de coral. A diferencia de la simbiosis que existe entre Rhizobia y las leguminosas, esta interacción mutualista es menos específica.
Este género fue originalmente nombrado por Jörgen Brunchorst en 1886 en honor al biólogo alemán Albert Bernhard Frank. Brunchorst creía que el organismo que habían identificado era un hongo filamentoso. Jan-Hendrik Becking redefinió el género en 1970 como poseedor de actinomycetes procariotas y creó la familia Frankiaceae dentro de los Actinomycetales, manteniendo el nombre original Frankia para el género.

## General
Frankia alni es la única especie descrita en este género, pero muchas cepas son específicas de diferentes especies de plantas. Estas bacterias son filamentosas y convierten el nitrógeno atmosférico en amonio mediante la enzima nitrogenasa, en un proceso conocido como fijación de nitrógeno. El mismo es realizado cuando las bacterias se encuentran colonizando nódulos radicales de plantas actinoricicas, a las cuales pueden proveer casi todo el nitrógeno que requieren para su metabolismo. Como resultado, las plantas actinoricicas colonizan y a menudo prosperan en suelos bajos en nutrientes.
Muchos genomas de Frankia se encuentran ahora disponibles, lo que podría ayudar a clarificar cómo evolucionó la simbiosis entre procariotas y plantas, cómo ocurrieron las adaptaciones geográficas y ambientales, la diversidad metabólica y el flujo horizontal de genes entre simbiontes procariotas.

## Plantas simbiontes
- Todas las especies del género Alnus de la familia Betulaceae.
- Algunas especies de los cuatro géneros de la familia Casuarinaceae.
- Ciertas especies del género Coriaria en la familia Coriariaceae.
- Datisca canabbina y Datisca glomerata en la familia Datiscaceae.
- Todas las especies en los tres géneros de la familia Elaeagnaceae: Elaeagnus, Shepherdia, y Hippophae.
- Todas las especies de los géneros Myrica, Morella, and Comptonia en la familia Myricaceae.
- Todas las especies en seis géneros de la familia Rhamnaceae, Ceanothus, Colletia, Discaria, Trevoa, y posiblemente Adolphia.
- Algunas especies de la familia Rosaceae incluyendo todas las especies en los géneros Cercocarpus, Purshia, Chamaebatia, y algunas especies de Dryas.[5]